# Mulheres e mudanças climáticas
As contribuições de mulheres para o campo de estudo das mudanças climáticas têm recebido atenção crescente no início do século XXI. A importância das percepções femininas sobre as consequências desproporcionais dos problemas climáticos às mulheres foi pontuada pelas Organização das Nações Unidas. Um relatório da Organização Mundial da Saúde concluiu que a incorporação de análises sobre mudanças climáticas e gênero forneceria, de forma mais eficaz, uma mitigação das mudanças climáticas.

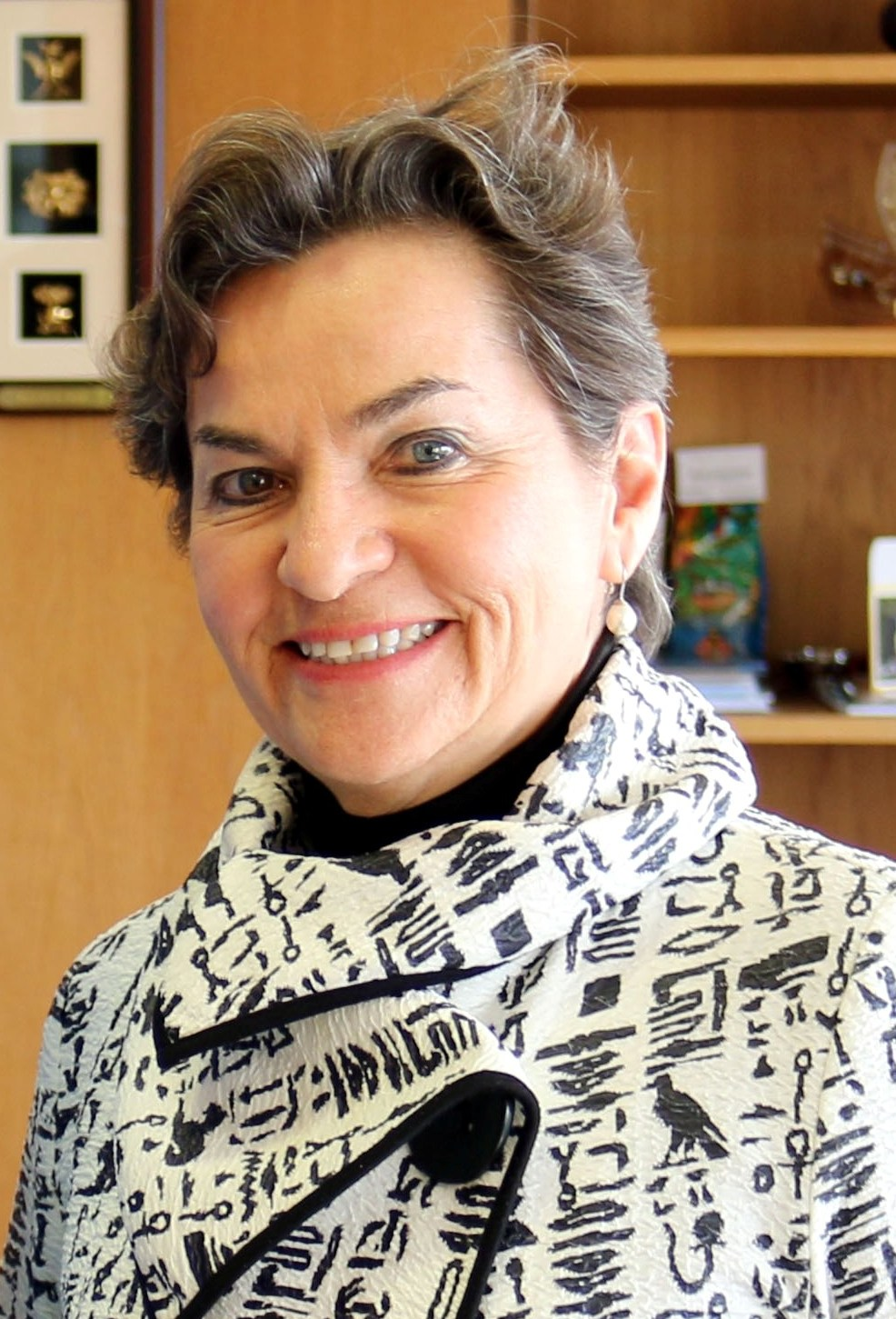
Christiana Figueres, antropóloga e economista costa-riquenha.

As mulheres deram contribuições importantes para a pesquisa e a política de mudanças climáticas e para uma análise mais ampla das questões ambientais globais. Muitas mulheres cientistas, bem como políticas e ativistas. Mulheres pesquisadoras contribuíram significativamente para as principais avaliações científicas sobre mudanças climáticas, como as do Painel Intergovernamental sobre Mudanças Climáticas e da Avaliação do Ecossistema do Milênio. 
Contudo, no Brasil, existe uma dissonância entre a capacidade das mulheres em resolver mudanças climáticas e a realidade dos cargos ocupados pelas mesmas. Em espaços de estudo e tomadas de decisão sobre o clima, a presença de mulheres não é minoritária somente no GT Adaptação, nos demais seis setores analisados (Comissão Interministerial de Mudança Global do Clima, Comitê Interministerial sobre Mudança do Clima, Grupo Executivo sobre Mudança do Clima, Rede Brasileira de Pesquisa sobre Mudanças Climáticas Globais e Fórum Brasileiro de Mudança do Clima) a participação feminina aparece em menor número, especialmente nos cargos de liderança.
As mulheres desempenharam papéis importantes de liderança na política climática internacional. Por exemplo, Christiana Figueres liderou as negociações internacionais sobre o clima como Secretária Executiva da Convenção-Quadro das Nações Unidas sobre Mudanças Climáticas (UNFCCC). Susan Solomon presidiu o grupo de trabalho 1 de ciência do clima do Painel Intergovernamental sobre Mudanças Climáticas em 2007.

## Sub-representação das mulheres na ciência
As mulheres geralmente são pouco representadas na ciência e enfrentaram muitas barreiras para seu sucesso e reconhecimento. Após a revolução científica no século XVII, as mulheres europeias envolveram-se na ciência observacional, incluindo astronomia, história natural e observações meteorológicas, embora muitas universidades não admitissem mulheres até o final do século XIX.
Apesar do relativo avanço na pós-graduação de mulheres no século XX e XXI, nos Estados Unidos, as mulheres ocupam menos de 25% dos cargos docentes em ciências e ganham menos do que os homens de mesmo nível.
As mulheres negras, indígenas e do Sul Global têm mais probabilidade de serem invisibilizadas e pouco representadas na pesquisa e liderança acadêmica. Isso está associado a um legado de discriminação, falta de oportunidades educacionais, barreiras linguísticas e falta de esforço para identificá-las e citá-las.

## Mulheres nas pesquisas sobre mudança climática

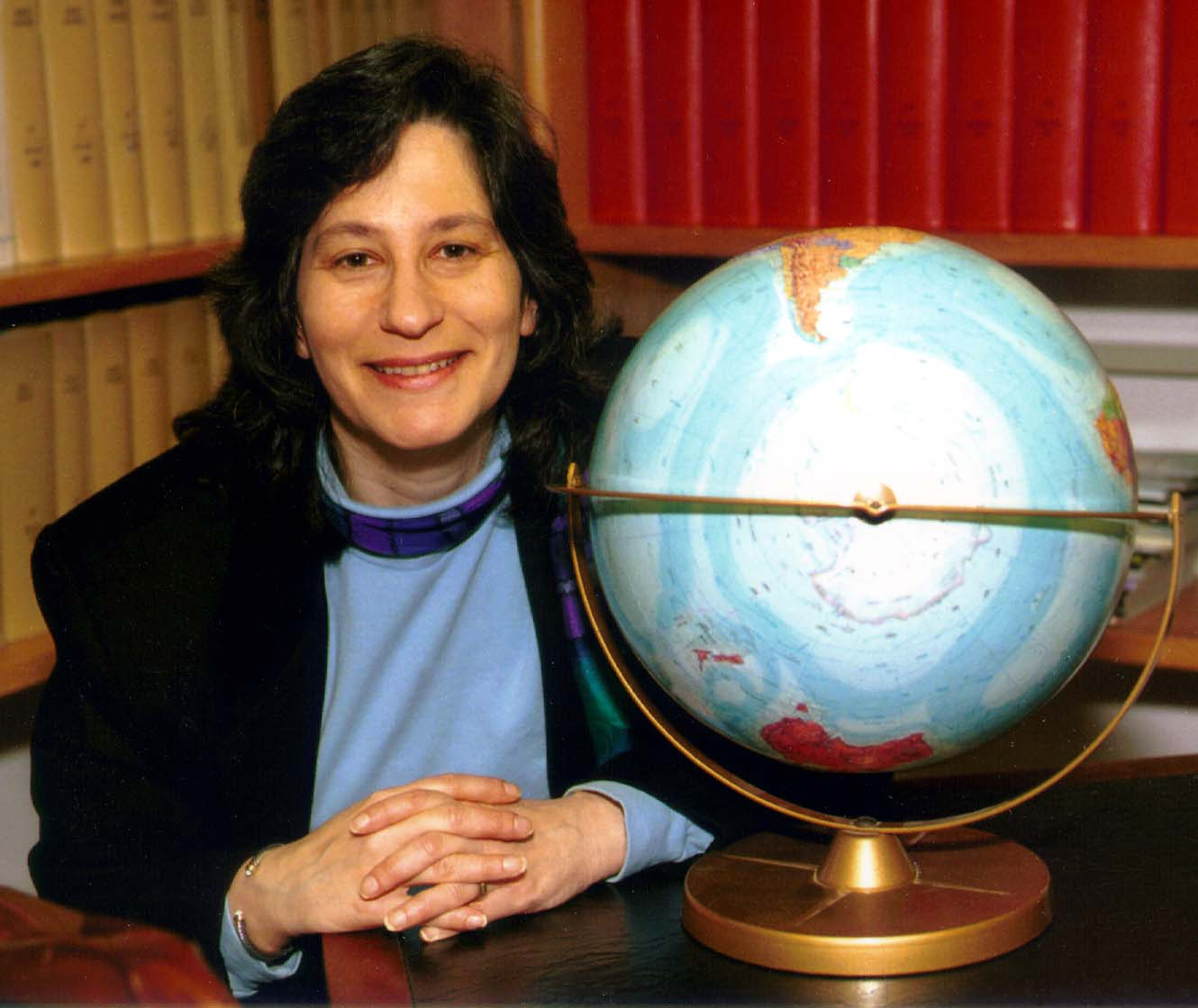
Susan Solomon, química atmosférica estadunidense.

As mulheres estão sub-representadas nas principais disciplinas do estudo das mudanças climáticas. Por exemplo, as mulheres são uma minoria nas ciências da natureza, na qual pesquisas revelam que menos de 20% dos meteorologistas e geocientistas são mulheres. As mulheres são ligeiramente melhor representadas nas ciências ecológicas. Um estudo relata que as mulheres são 55% dos alunos de pós-graduação em ecologia. Apesar disso, apenas cerca de 33% dos professores efetivos são mulheres, enquanto 75% dos artigos da principal revista internacional - Ecology - são escritos por homens. As mulheres receberam proporcionalmente menos financiamento para pesquisa e foram menos propensas a serem citadas por seus colegas.
A Organização das Nações Unidas para a Educação, a Ciência e a Cultura publica dados sobre as mulheres na ciência em todo o mundo. No geral, as mulheres estão melhor representadas no total de pesquisadores científicos na América Latina, Oceania e Europa (+30%) e menos na Ásia (19%).

## O Homem-tropoceno

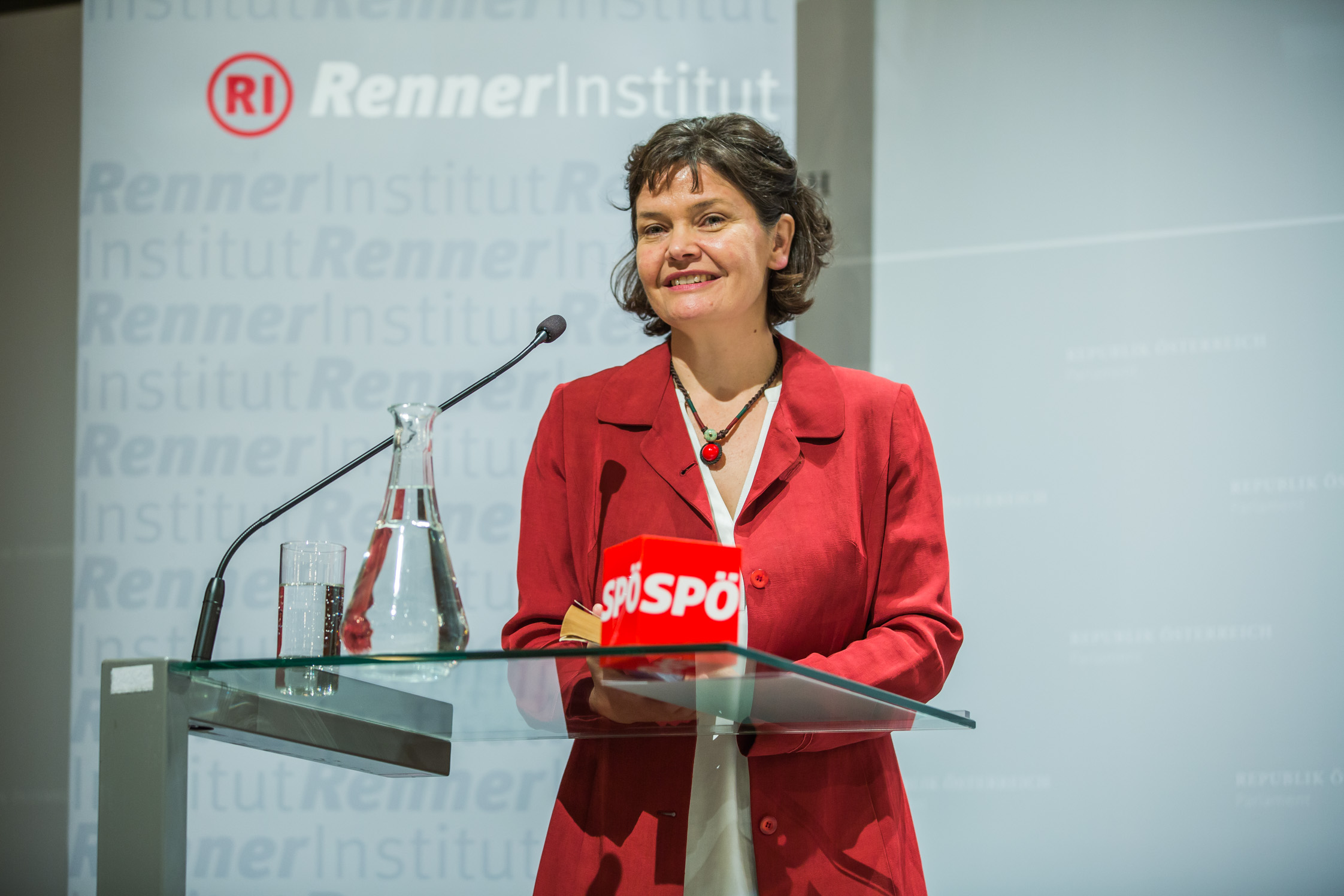
Kate Raworth, economista britânica.

Um apelo à ciência internacional para dar mais atenção à inclusão de mulheres acadêmicas foi feito pela economista britânica Kate Raworth. Em seu artigo "Must the Anthropocene be the Manthropocene?" (O Antropoceno deve ser o homem-tropoceno?, em tradução livre), ela destacou que o grupo de trabalho de 36 cientistas e acadêmicos que se reuniu em Berlim em 2014 para começar a avaliar as evidências de que a humanidade estava entrando em uma nova época, o Antropoceno, era composto quase inteiramente de homens. Ela afirmou: "Cientistas importantes podem ter o intelecto para reconhecer que nossa era planetária é dominada pela atividade humana, mas eles ainda parecem alheios ao fato de que suas próprias deliberações intelectuais são bizarramente dominadas por vozes masculinas brancas do norte".

## Mulheres e Impactos Climáticos
Os impactos climáticos afetam mais as mulheres do que os homens. Como indicou Alok Sharme em seu discurso durante a COP 26, na Escócia, em Glasgow, oitenta por cento dos deslocados por mudanças climáticas são do sexo feminino. Segundo Lisa Schipper, coautora de um relatório do Painel Intergovernamental de Mudanças Climáticas (IPCC), a mudança do clima exerce pressão sobre quem não tem poder, em outras palavras, a Mudança do Clima não crise a desigualdade social, mas acentua.
Ainda em concordância com o IPCC, setenta e dois por cento das mulheres vivem em extrema pobreza no mundo; apenas vinte por cento tem acesso a propriedades rurais, além de terem acesso desigual à educação. Dessa forma, as mulheres prevalecem em maior número nos grupos considerados vulneráveis às mudanças climáticas.
O fator econômico, racial e identitário influencia tanto nos modos de "defesa" ante as circunstâncias climáticas distintas quanto na incidência da problemática. Por exemplo, no que diz respeito ao surgimento dos problemas climáticos, a violência sexual contra mulher, após crises climáticas provocadas pelo furacão Katrina em Mississipi, EUA, aumentou quarenta e cinco por cento. Houve outrossim um aumento de trezentos por cento na violência doméstica no período posterior aos ciclones na província de Tafea, em Vanuatu, Oceania.
A primeira situação repete-se no Rio Grande do Sul, com as enchentes de 2024. Cida Gonçalves, ministra das mulheres, argumenta que a violência sofrida pelas mulheres no dia a dia fica mais evidente na situação das enchentes no sul do Brasil. No entanto, a relação entre os extremos climáticos e o aumento da violência doméstica pode não ser óbvia, afinal as mulheres, em contraposição ao primeiro caso, permanecem com o mesmo convívio familiar (afinal, violência doméstica). Vale lembrar para tanto que no Brasil sessenta e oito por cento da totalidade feminina já sofreu ou possuem uma amiga, familiar, ou conhecida que já sofreu violência doméstica. Assim, mais uma vez, a violência demonstra-se preexistente, e as mudanças climáticas intensificam quadros implícitos na sociedade.
Sob esta ótica, a violência psicológica em lares domésticos, uma forma "sútil" da violência contra a mulher, dá porta de entrada para outros tipos de violência, como a agressão física ou sexual. Com a vinda de eventos climáticos tais quais enchentes, tempestades severas e deslizamentos de terra, a situação de instabilidade econômica tende a crescer, assim como o stress e a insegurança alimentar, fatores que podem desencadear casos de violência familiar, é o que aponta pesquisa da University College London, realizada entre 1993 e 2019. A Universidade de Cambridge também faz pesquisa separada e leva aos mesmos resultados (estresse, instabilidades econômicas e alimentares).
As mulheres são as principais responsáveis pela coleta de alguns recursos naturais, como exemplo, a água. Na medida que sobe a frequência de secas por conta das mudanças dos seres humanos no clima, a consequência cai, também, sobre as mulheres de famílias rurais empenhadas de buscar a água em lugares distantes para o abastecimento da família. Cabe a elas a tarefa de lavar as roupas, lavar os filhos, lavar as louças, enquanto o sol quente e o aumento da temperatura gradual infligem dor. E não para por aí, os parceiros do sexo masculino costumam sair para tentar uma condição de vida melhor na cidade, deixando elas completamente responsáveis pelas atividades da casa.
Conquanto seja uma atividade dolorosa, já é o normal de algumas comunidades do semiárido da África, Ásia, e do nordeste brasileiro. Todavia, com a estiagem de rios mais próximos, como na região Amazônica, onde os igarapés secaram na seca de 2023, os moradores locais precisaram caminhar distâncias muito maiores. Além do mais, caso desacompanhadas dos seus maridos as mulheres estão vulneráveis a perigos de violência sexual nas partes mais escuras do trajeto. No município de Mata Grande, em Alagoas, as moças caminham quinze quilômetros no total para ter acesso à água bebível, traduz-se em oito horas de trajeto, um terço de um dia, ou um terço do ano.
Apesar das mudanças climáticas afetarem as mulheres globalmente, elas não assumem locais suficientes de poder e tomada de decisão no Brasil. Quanto mais se filtra o fator socioeconômico, nas classes de menor capacidade aquisitiva, menor é a representação nos grandes eventos; dessa maneira, as comunidades tradicionais— quebradeiras de coco Babaçu, quilombolas, ciganas, povos e comunidades de matriz africana, entre outras— precisam ser ouvidas em mesas de debate. A presença das comunidades tradicionais em mesas redondas e quaisquer variado tipo de debate traz lucidez para essas discursões pois estes são os grupos mais impactados, “pensar desde as margens: sendo possível melhorar as condições daqueles que habitam as margens, é possível que esse bem-estar reverbere para toda a sociedade”, defende Díaz-Benítez e Mattos.
O sexo feminino é o mais impactado, ao passo que é o mais propenso a tomar decisões ambientais coerentes. As mulheres emitem menos gases carbônicos na atmosfera, até porque seu estilo de vida demanda menos emissões de carbono: elas comem menos carne em comparação aos homens, andam menos de carros, fazem menos viagens de avião. Num país onde cinquenta e sete por cento dos Gases de Efeito Estufa vem da indústria da carne, ser vegana é uma grande ajuda. Não obstante a incerteza de quanto esses dados refletem questões de poder, certamente as mulheres demonstram maior preocupação com questões de cooperação, doação, movimentos não governamentais, posto que em todas as pesquisas desde 2004 elas são a maioria integrante. Essa contradição, entre o percentual de mulheres afetadas, a habilidade de escolhas coerentes e o poder decisório concebido, remete há muitos anos e perpetua-se até hoje na política e ciência.

## Mulheres e política climática internacional
O documento final da Conferência Rio +20 sobre Desenvolvimento Sustentável - o Futuro que Queremos - reconheceu a necessidade de remover as barreiras para a participação plena e igualitária das mulheres na tomada de decisão e gestão e a necessidade de aumentar as mulheres em cargos de liderança. Ademais, o relatório preparado pela ONU Mulheres reconhece que as desigualdades estruturais que impedem a representação feminina nas ciências, negociações e políticas do clima e recomenda maior equilíbrio de gênero na Conferência das Partes (COP).
O relatório ainda argumenta que os "desafios da mudança climática não podem ser resolvidos sem o empoderamento das mulheres" e que as mulheres foram marginalizadas nas negociações internacionais. Ele relata dados que mostram a fraca representação de mulheres nas instituições da CQNUMC, incluindo o Comitê de Adaptação (25%), o Conselho do GEF (19%) e o Grupo de Especialistas (15%) e que, em geral, as mulheres constituem menos de 20% da delegação chefes e menos de 30% dos membros das delegações nas conferências da CQNUMC.
Assinado em 2015, o Acordo de Paris e seus signatários reconhecem a necessidade de limitar o aquecimento global até 1,5 graus celsius, por meio de ajustes ao clima "adaptáveis ao gênero". No seu relatório de adaptação, o IPCC sugere uma transformação dos ambientes de decisão que perpetuam desigualdades, através da inserção das mulheres em cargos representativos nas tomadas de escolhas ambientais. Contudo, a coautora do estudo do IPCC, Martina Caretta, lamenta a ausência de passos em direção ao fortalecimento do poder decisório feminino.
Contrastante à fala do presidente da COP 26 Alok Sharme, as mulheres eram menos de quarenta por cento do total de participação na vigésima sexta Conferência das Partes. Ao encontro das últimas cinco Conferências das Partes, a COP 27 contou com público de sessenta e três por cento homens versus trinta e sete por cento do gênero feminino. Se, por um lado, o Comitê da COP 28 progrediu na justiça climática ao colocar sessenta e três por cento dos cargos com mulheres, por outro, na Conferência das Nações Unidas sobre Mudanças Climáticas em 2024 (COP 29) o comitê organizador contava com um total de zero membros do sexo feminino.
Logo após a repercussão internacional da notícia no jornal The Guardian, o presidente da Conferência das Nações Unidas sobre o clima, Mukhtar Babayev, teria "retaliado" voltando atrás da sua decisão. Christiana Figueres e Elise Buckle (do grupo She Changes Climate) criticaram o Comitê cem por cento masculino e aplicaram termos como regressista, chocante e inaceitável. Então, Babayev, o ministro de Ecologia e dos Recursos Naturais, retroagiu no definido e adicionou mais doze mulheres e um homem, numa quantia ainda desproporcional.

Para a Especialista da Política Internacional do Green Peace, Camila Jardim:
“Não ter mulheres em espaços importantes de decisões, como uma Conferência do Clima, pode significar que não será uma prioridade global reduzir as desigualdades de gênero no contexto das mudanças climáticas e das crescentes crises humanitárias que ela tem desencadeado. Dados mostram que mulheres e meninas de baixa renda são, em média, 14 vezes mais suscetíveis a serem mortas por desastres climáticos do que homens, e isso não pode ser ignorado em um espaço decisório como uma COP”
A organização não governamental ressalta também o baixo percentual de mulheres que presidiram uma COP. Dentre os vinte e oito eventos ocorridos até 2023 (respectivamente, com 28 presidentes)   cinco foram liderados por uma presidente mulher, nos países da Alemanha (1995); Argentina (1998); México (2010); África do Sul (2011) e Chile (2019).
Há de se considerar o caso de 2015, no qual Connie Hedegaard foi elegida presidente para COP 15 e abdicou do cargo depois do jornal britânico The Guardian vazar informações sobre o cargo de Connie ser meramente representativo, visto que Lars Løkke Rasmussen tomaria as decisões finais. Ela disse para o jornal que seria mais apropriado Rasmussen dirigir a reunião. De fato, foi o que aconteceu, o primeiro ministro da Dinamarca Lars Rasmussen assumiu o cargo quando ela saiu.

## Argumentos para mulheres na ciência e mudança climática
Argumenta-se que, quando as mulheres são negligenciadas como acadêmicas e lideranças, o mundo deixa de tirar proveito da plenitude da capacidade humana, necessária para questões tão urgentes como a mudança climática. As mulheres também podem ter abordagens mais colaborativas, especialmente em negociações, e podem prestar mais atenção aos grupos desfavorecidos e ao meio ambiente. O gênero se tornou um problema devido ao papel essencial das mulheres na gestão de recursos como água, florestas e energia, e porque as mulheres lideram lutas pela proteção ambiental.
Expressou-se uma preocupação geral sobre a necessidade de destacar o trabalho das mulheres e incluir mais mulheres nos principais comitês, a fim de incentivar a igualdade de gênero, justiça social e inspiração para as jovens ingressarem em carreiras científicas. Isso reflete argumentos mais gerais sobre as barreiras para o avanço das mulheres e a necessidade de uma maior representatividade das mulheres em posições de liderança.

## Personalidades ilustres

### Christiana Figueres
Ex-secretária executiva da Conveção-Quadro das Nações Unidas sobre o Clima, coapresentadora do podcast: Outrage+Optimism, escritora, diplomata, atropóloga e economista, Christiana Figueres marcou seu nome internacionalmente como liderança nas mudanças climáticas. Nativa da Costa Rica, Figueres foi indicada para o cargo de secretária da UFCCC em 2010 pelo, na época, secretário-geral Ban Ki-moon. Posteriormente, ela reassumiu o posto em Julho de 2013, onde se alocou até 2016. Algumas das pautas defendidas pela ex-secretária são: as empresas na frente do movimento do baixo carbono; criação de metas ambiciosas e claras, além do acompanhamento de uma comunicação transparente dessas metas; abordagens abrangentes que envolvam medidas de adaptação às mudanças climáticas tal como medidas para possibilitar a economia verde.
Quando Christiana acatou o cargo de secretária executiva pela primeira vez em 2010, o clima estava ainda tenso decorrente da Conferência das Nações Unidas sobre as Mudanças Climáticas de 2009 (COP 15). Na ocasião da COP de 2009, além da denúncia dos objetivos do primeiro ministro da Dinamarca de ter na presidenta Connie Hedegaard a representante dos seus juízos—e a seguida renúncia de Hedegaard do cargo presidencialista ao decorrer da Conferência—, houve, no decorrer dos onze dias de reunião 192 países presentes procurando por um acordo substituto do Protocolo de Quioto (após a saída dos EUA e Canadá), o que resultou no Acordo de Copenhague, um acordo sem aprovação unânime e mal aceito.
A Conferência das Nações Unidas sobre as mudanças climáticas na Dinamarca gerou discórdia tamanha dentro e fora da congregação. Manifestantes reportavam o pequeno progresso nas negociações por um acordo nas reuniões em Copenhage; concomitantemente, o acordo somente teve a assinatura dos Estados Unidos, Brasil, China, Índia e África do Sul, os outros 188 países afirmaram "tomar nota", portanto o tratado feito não tem valor legal. Assim, o esperado com a promoção de Figueres ao cargo de secretária-executiva da CQNUMC em 2010 era o firmamento de um novo tratado internacional climático, em Cancún, no México, para substituir o Acordo de Copenhague, entretanto, a diplomata costa-ricense foi nomeada somente cinco meses antes da Conferência 16 no México.
Apesar das dificuldades, Christiana teve sua missão bem-sucedida. Não só conseguiu formular o acordo no México, entre 195 países, conhecido mundialmente por Acordo de Paris (Paris agreement) como também reduziu a meta pré-estabelecida de aumento da temperatura proveniente do aquecimento global para 1,5 graus celsius  Por esse feito, ela recebeu inúmeros prêmios. Atribui-se a ela também a democratização do Acordo, por ter convidado diversos representantes da sociedade jurídica e civil a entregar o documento em conjunto.

### Greta Thunberg
Greta Thunberg é uma ativista sueca de vinte e um anos, nascida em Estocolmo, no dia três de janeiro de 2003. Thunberg ficou conhecida mundialmente pelo seu movimento Fridays for Future, traduzido em português como Sextas-feiras pelo Futuro. O movimento teria surgido quando a jovem, nos seus quinze anos, sentou sozinha em frente ao parlamento da Suécia com um banner chamando atenção para as questões climáticas em 20 de agosto de 2018. Esse foi o primeiro dia do que viria a ser um protesto internacional com fim em 9 de junho de 2023, com seus vinte anos.
Por sua condição de Síndrome de Asperger, Thunberg explica como o processo de hiperfoco afetou a sua relação com as mudanças climáticas. A primeira vez que teve contato com o assunto foi em 2011, com oito anos. Ela conta que sonhava em ser atriz ou cientista, mas depois que sua escola mostrou vídeos dos impactos ambientais das mudanças climáticas antrópicas, ela não conseguiu parar de pensar sobre aquilo. Então, com onze anos entrou em depressão, influenciada pela questão ambiental. Ao longo do tempo em estado depressivo, seus pais a apoiaram bastante e mudaram o estilo de vida para adaptar a um modo sustentável. Deixaram de consumir carne, pararam com viagens de avião e a própria menina fez o mesmo, além de ter adotado o veganismo e passado a reciclar objetos. Assim, Greta conta ter percebido uma ligeira mudança dentro do seu convívio e isso abriu os seus olhos para que iniciasse sua atividade voluntária pelo meio ambiente. Inspirada pelo movimento restritivo de armas, liderado por Emma González, representante do grupo de estudantes sobreviventes ao Massacre na Stoneman Douglas High School, a ativista sueca afirma que pretendeu fazer algo parecido, mas não sabia como. Foi a partir de então que os protestos emergiram.
As Sextas-feiras pelo futuro encetaram com a única menina obstinada, porém o cenário mudou logo na segunda sexta feira do mês, e desde essa data Greta estaria "tudo menos sozinha", conforme escreve o jornal britânico The Guardian; ao longo de poucas semanas, as greves estudantis viraram um movimento internacional. À época, adolescente, a sueca faltava suas aulas todas as sextas para dedicar-se a causa climática, e prometeu não parar até que a Suécia estivesse de acordo com as políticas designadas pelo Acordo de Paris. Em 2023, a jovem ativista anunciou no twitter sua última greve estudantil em junho. Contudo, isso significou apenas o fim da fase escolar na sua vida, pois ela havia se formado com vinte anos. Ela prometeu na postagem em questão continuar com seus protestos fora do ambiente escolar e assim o fez, reaparecendo nas mídias em setembro do mesmo ano. Ela esteve de volta para contestar e lutar contra a diminuição dos impostos nos combustíveis fósseis, ação promovida pelo governo conservador elegido no país sueco em 2022. Esta é uma entre as várias ações climáticas tomadas pelo primeiro ministro Ulf Kristersson duramente criticadas.
Embora por vezes tenha sido mal vista, O reconhecimento internacional de Greta Thunberg é inquestionável. Participante da COP 24, 25 e 26, com 15, 16 e 17 anos respectivamente; doutora honorária em Teologia pela Universidade de Helnsique; eleita pessoa do ano pela revista Time em 2019 e a mais nova a receber a premiação além de ter sido indicada três vezes para o prêmio Nobel da Paz. As terras brasileiras são mais uma das atingidas entre os países por todo o mundo, em 2020, ainda houve uma temática especial destinada à Amazônia.

### Marina Silva
Maria Osmerina Silva, ou Marina Silva, é professora de História, especializada em pedagogia e teoria psicanalítica, ambientalista e política brasileira. Marina também é filha do seringueiro Pedro Augusto da Silva e da dona de casa Maria augusta da Silva, crescida num povoado às margens da BR-317 em Rio Branco, Acre. Ela recebeu o título de doutora honoris causa três vezes: a primeira, pela Academia Chinesa de Silvicultura, devido à contribuição de Marina na promoção da pesquisa científica sobre a área de preservação ambiental da região, a segunda, no Brasil, pela UFBA ( Universidade Federal da Bahia) por "sua densidade, conteúdo", a terceira, em 2024, pela UFAC (Universidade Federal do Acre) onde se formou em história na década de 1980. Além disso, foi condecorada cidadã honorária de Belo Horizonte pelo seu exemplo no ramo da sustentabilidade, figurou entre as vinte vinco mulheres mais influentes mundialmente na classificação da revista Mulheres do Ano e nas 100 pessoas mais influentes segundo a revista Time.
Na décima terceira Conferência das Partes sobre a mudança climática em 2007, Bali, Marina Silva discursou comprometendo o Brasil com metas internas de desmatamento. Em resposta, possivelmente, à acusação do mesmo ano feita alguns meses antes pelo ex-senador Mão Santa, denunciando o desmatamento da faixa de vegetação Amazônica, Caatinga e Cerrado no território Brasileiro na região sul do Piauí e descrevendo a Ministra do Meio Ambiente (Marina Silva) como uma lástima. Ainda em 2007, na Comissão de Direitos Humanos e Legislação Participativa (CDH), Silva já teria alertado para a nova situação de imprevisibilidade climática, destacou os possíveis efeitos que a mudança do clima geraria na floresta Amazônica, e alertou para os impactos no PIB. Por fim, encerrou a Comissão entregando o relatório das mudanças climáticas e o efeito delas na biodiversidade brasileira.
Durante a COP 13, a ministra assinou junto com o ex-governador do Mato Grosso, Blairo Maggi, o acordo para selar a criação de um programa estadual de combate ao desmatamento, Maggi constata que deseja para o Mato Grosso um estado carbono neutro. Em 2006, na COP 12, Marina sugeriu os princípios da ideia de mercado de carbono, em processo de aplicação no ano de 2024. Foi condecorada na Conferência das Nações Unidas sobre as mudanças climáticas de 2008, na Polônia, e em 2009 ganhou destaque pelo projeto FPE verde, reassumindo suas promessas para com a floresta nacional por meio de um projeto que beneficiava Estados tais quais Roraima, com grande percentual da floresta protegida.
Mesmo com as críticas ao Acordo de Copenhague formulado pela mal sucedida COP 15, por razão das suas metas não obrigatórias (contrárias ao já estabelecido no Protocolo de Quioto) e isenção de penalidade aos países que não cumprissem, a nação brasileira voluntariou-se ao assumir o compromisso numa faixa de 36,1% e 38,9% até 2020, em relação a um cenário projetado. Porém, Marina foi além e recomendou que o Congresso instaurasse uma lei para oficializar os percentuais apresentados pelo Governo, também solicitou no ano de 2009 a renovação do inventário de carbono, desatualizado há quinze anos (no ano em questão).
Mais recentemente, o Brasil na COP 29 foi o segundo país a mostrar publicamente as novas metas de redução de gases de efeito estufa, numa missão de abaixar entre 59% a 67% até 2035, em comparação a 2005. Ao desenrolar das críticas quanto ao número apresentado não estar de acordo com o pré-assinado Acordo de Paris e a meta de limitar a um grau e meio o aquecimento global, a ministra Silva relembra aos ambientalistas e à população a meta brasileira ser uma meta muito abrangente, envolvendo todos os gases do GEE, e reafirma a meta como "ambiciosa". Ademais a ocupante do cargo máximo do Meio Ambiente aclama por uma integração da economia com a ecologia, e demonstra-se esperançosa para elaboração dos financiamentos e meios de implementação das metas no G20 e na COP 30 que será realizada em Belém, no Pará.

### Jennifer Morgan
Jennifer Morgan é formada em Artes, Ciências Políticas, Estudos Germânicos e Relações Internacionais. Liderou projetos como o Wolrd Resources Institute, o Think Tank Third Generation Environmentalism (E3G), em português algo como a Terceira Geração Ambientalista, foi diretora do programa internacional de mudanças climáticas do WWF (World Wildlife Fund for nature,Fundo Mundial para Natureza) e co-diretora executiva da Greenpeace por diversos anos. No seu "currículo" estão incluídos ainda artigos escritos para a Greenpeace, trabalhos para a Fundação Robert Bosch, para o Ministério do meio ambiente alemão, para a rede de ações climáticas dos Estados Unidos e para o Conselho Empresarial Europeu para Energia do Futuro Sustentável.
Nascida na América do Norte, Morgan desde 2022 até os dias presentes trabalha na política como represente especial da alemanha para Política Climática Internacional, indicada por Annalena Baerbock, ministra de relações exteriores. Jennifer faz seu nome na luta contra mudanças climáticas há muito tempo; em 2006, quando a sociedade civil estava começando a demonstrar sinais de resistência contra políticas desenvolvimentistas anti-climáticas, a ativista já negociava acordos com grandes empresas a fim de minimizar as emissões de carbono. Uma dessas empresas foi a Sony, que fincou a meta de uma redução percentual de sete por cento até 2010, além de terem combinado voluntariamente o aumento da eficiência energética de seus produtos.
Na Conferência das Nações sobre o clima em 2022 (COP 27), a representante germânica sentou à mesa ao lado da Ministra do Meio Ambiente, Maisa Rojas e juntas desenvolveram o Fundo Perdas e Danos. Ainda que o fundo criado na conferência do Egito não tenha falado em valores, foi um importante passo de Morgan e Rojas em rumo à justiça climática. Ao contrário da maioria das Conferências, a mídia anuncia no ano posterior o passo rápido na Conferência das Partes número 28, abrindo o evento com a adoção do Fundo imaginado pelas duas mulheres. o Fundo será lançado em 2025, logo, a distribuição dos recursos arrecadados postergará, mas retomando palavras de Einstein supostamente bases do artigo de Jennifer à Greenpeace enquanto diretora executiva, “Em momentos de crise, só a imaginação é mais importante que o conhecimento.”.
A conferência do Egito, entretanto, gerou igualmente repercussões negativas por falta de exigências para a mitigação climática. O que se esperava era renovação de medidas para redução mais rígida, porém não foi isso que aconteceu. Ao ser questionada, a representante confessa não ter sido a Conferência "mais exitosa" de todas, e reafirma sua ambição em estar do lado dos mais vulneráveis com o novo acordo. Outro ponto que atraiu atenção foi o uso da expressão "energia de baixa emissão" no texto do fundo Perdas e Danos, sendo associada ao crescimento do uso de gás natural, um combustível fóssil contribuinte dos GEE, pela liberação de metano e carbono.
Os fundamentos do financiamento Loss and Damage estariam diretamente vinculados às responsabilidades comuns, porém diferenciadas, princípio da Convenção-Quadro das Nações Unida sobre Mudança Climática Em suma, os países mais desenvolvidos deveriam ajudar os países em desenvolvimento com ajuda financeira, com base no histórico mais poluente dos antigos países industrializados, essa seria uma maneira de reparar desigualdades, alicerçada na ideia de que cada um deve colaborar de um modo proporcional ao que foi liberado para a atmosfera.  Em conformidade com as previsões feitas pelo Governo brasileiro em 2022, de acordo com as quais demoraria cerca de dois anos para saber de onde o dinheiro viria a objetivo de compor o  Fundo desejado por Maisa Rojas e Morgan, a COP 29 está tentando chegar a um consenso final sobre como financiar um trilhão de dólares para o fundo de extremos climáticos, meta estimada por estudos apresentados na Conferência; dado que a meta final para: transição energética, adaptação, resiliência, perdas e danos, e conservação, chega a mais de dois trilhões, o número pedido representa menos de cinquenta por cento. Jennifer foi igualmente interpelada por esse tópico, e disse que a União Europeia está vendo meios de ultrapassar os cem bilhões de dólares, o total previsto pelo Acordo de Copenhague a todos os países para o ano de 2020.

### Angela Merkel
Angela Merkel foi considerada dez vezes a mulher mais poderosa do mundo, passou cerca de dezesseis anos no poder e autodominou-se "Chanceler do Clima". Na alemanha, de modo distinto do Brasil, o vocábulo Chanceler é outro jeito de dizer " primeiro ministro", a autoridade máxima em definições de política. Merkel nasceu na Alemanha Ocidental, mas com poucas semanas de vida seus pais migraram para a Alemanha Oriental, no período do mundo dividido pós segunda guerra mundial. Pode-se dizer que Angela Merkel praticamente nasceu na parte oriental, o lado com ideais comunistas, e talvez por essa razão teve anseios precoces de dedicar-se ao estudo de russo. Desse modo o-fez, ganhou competições em nível local e nacional, dedicou-se aos estudos, e estudou Física na Universidade Karl Marx (nome da Universidade de Leipzig até 1991). Posteriormente, obteve doutorado em química quântica, atuando na ciência enquanto participava na sua juventude de grupos do regime comunista, tais quais Jovens Pioneiros e Juventude Livre Alemanha. Merkel participava da União Democrata Cristã (CDU), que na época integrou a União Social Alemã (DSU) e juntas ganharam a primeira e única eleição livre na Alemanha Oriental. Por conseguinte, Lothar de Maizière, pertencente ao CDU, foi eleito primeiro ministro e selecionou Angela Merkel para ser sua porta-voz. A partir daí, a cientista nunca mais saiu da política até assumir o cargo mais decisório de Chanceler da Alemanha, em 2005. 
Desde muito antes contudo remonta sua participação nos assuntos climáticos, quando em 1994 aceitou o cargo de Ministra do Meio Ambiente, presidindo a primeira Conferência das Nações Unidas sobre a Mudança Climática em 1995, no que ficou conhecido COP 1. A ministra foi a presidente da primeira das Conferências da Parte exclusivamente direcionada às mudanças climáticas, além de ter sido uma das cinco mulheres a terem exercido o papel de presidente de uma COP vigente até o ano de 2024. A contar desse ano, a Alemanha sob o "comando" de Angela Merkel demonstrou-se bastante interessada na liderança em questões ambientalistas. Em 2008, a chanceler decide pela implementação do primeiro plano concreto de medidas contra mudanças climáticas. Basicamente, o plano "3X20" consistia numa redução de vinte por cento nas emissões de Gases do Efeito Estuda, num acréscimo de vinte por cento na implementação de energias renováveis e um aumento igual em economia de energia.
Ao encontro da política exercida por Merkel, a sociedade civil alemã engajou-se em movimentos ambientalistas populares, sendo um deles, o Fridays for Future proposto pela Greta Thunberg. Segundo Manias Albert, pesquisador da Universidade de Bielefeld, após ser perguntado por qual motivo a juventude alemã mudou a aparência externo apresentada ao mundo em tomar protestos e manifestações ambientais, a sociedade alemã cada vez mais velha impõe uma pressão social no agir dos jovens; ademais, soma-se a isso a impaciência na espera da tomada de atitudes por políticos ao passo que os efeitos climáticos já são sentidos pela população. Neste viés, a primeira ministra recebeu de braços abertos o que tinham a dizer os jovens, inclusive convocou uma reunião com Greta para explicar seus projetos climáticos no governo da Alemanha. No fim, a jovem ativista e sua equipe elogiaram a simpatia e amigabilidade de Merkel, felizes com a intenção de pôr nas frentes dos objetivos políticos a batalha contra a crise climática.
No decorrer do seu governo, tomou medidas contraditórias ao objetivo político climáticas, porém atingiu as metas estabelecidas para o corte de GEE. Inicialmente a União Europeia propôs uma redução de vinte a trinta por cento nas emissões de gases do efeito estufa. Mas Merkel quis mais, e somente a Alemanha decidiu reduzir quarenta por cento dos gases de efeito estufa até 2020 em comparação aos anos de 1990 (mesmo parâmetro que a UE). Apesar da influência da COVID-19 na redução percentual dos gases estufas emitidos, o Governo Alemão cumpriu a meta de quarenta por cento. Em 2021, Angela relembra o legado climático do país, contando como observou a energia renovável sair de dez por cento do total utilizado até quarenta por cento.Então, no mesmo ano, mês de maio, a Alemanha novamente aumenta sua meta de redução para o ano de 2030, antes era um objetivo de 55%, o novo número passou a ser 65% ainda em comparação a 1990.
Merkel objetiva chegar a neutralidade climática na metade da década de 2040. No decorrer dos seus dezesseis anos de poder, promoveu políticas visando a taxação de emissões de carbono (ponto de discordância no país, entre partidos), aumentou subsídios aos carros elétricos, menos poluentes por não serem abastecidos por combustíveis fósseis, decidiu a proibição de fornalhas a óleo, reduziu custo das passagens de trens e aumentou as de avião.

### Mia Mottley
Mia Mottley é a atual primeira ministra do país de Barbados, no caribe. Nativa da região, ela cresceu engajada em atividades das áreas políticas, sociais e ambientais. Mia cursou direito na Universidade do Reino Unido, já esteve dentro de várias áreas políticas do país, além de ser reconhecida nacional e internacionalmente por ter terminado de libertar o Caribe, ajudando a consolidação da República. Desde o feito em 2021, a primeira eleição republicada no ano seguinte elegeu Mottley, com mais de setenta por cento dos votos, depois, em 2022 reelegeu-se e novamente ganhou. Dessa forma, trouxe uma autonomia ao país retirando as figuras de poder britânicas, das quais Barbados costumava ser colônia. Na esfera política a ministra caribenha é uma representadora dos interesses do povo e demonstrou entravar debates contra quaisquer países estrangeiros, independente do tamanho territorial, se for preciso para defender as políticas climáticas e ambientais. Durante o ano de 2022, recebeu o título das cem mulheres mais influentes do mundo tanto pela revista norte-americana Time quanto pela internacional BBC, ademais, foi coroada com o prêmio Campeã da Terra, pela ONU.
Em espaço doméstico a primeira lidera projetos que objetiva o plantio de um milhão de árvores, como alternativas para conter o carbono presente na Atmosfera (Sumidouros de Carbono), investe no reaparecimento e manutenção de corais, investe no transporte público e privado a fim de trocá-los por equipamentos elétricos. Já nas relações exteriores, Mia Mottley toma para si as dificuldades dos países vulneráveis com a Iniciativa Bridgetown: entre outras medidas, a iniciativa aparece para retomar o princípio exposto no Acordo de Paris sobre responsabilidades comuns mas diferenciadas, também dialoga reiterando acordos anteriores tentados na COP 15 em diante. A diferença seria a especificidade dos temas e propostas de solução propostas por Mia; a iniciativa prevê o financiamento dos países em desenvolvimento pelos países desenvolvidos, com maior potencial econômico, tal medida poderia ser aplicada dentre outras formas, segundo ela, numa "cláusula de pausa". A cláusula delimita que os países menos industrializados estariam isentos de pagar dívidas externas enquanto estivessem sendo afetados diretamente por catástrofes climáticas, a fim de evitar um endividamento crescente. Afinal, o compromisso em vigor  prevê a arrecadação de 100 bilhões de dólares por ano para todos os países em desenvolvimento, o que não seria suficiente para custear sequer os gastos anuais do ano de 2000 até 2019, tirando da conta alguns países emergentes sem dados.
Os projetos de Mia em plano nacional são igualmente ambiciosos, uma de suas metas é retirar completamente o uso de combustíveis fósseis em todo o país litorâneo até 2023. Essa é uma ação fundamentada na inserção de painéis solares nas casas dos habitantes de Barbados e apoiada pela sua vontade em trocar todos os veículos, públicos ou privados. O plano também foi levado ao rumo internacional, quando a palavra combustível fóssil em integridade apareceu pela primeira vez num documento. Para a maioria dos países desenvolvidas, não é uma ambição comum o fim dos combustíveis fósseis, e para países em desenvolvimento, defende-se que o combustivel fóssil seria preciso para a industrialização do país, o atendimento dos requisitos da população para o país tornar, finalmente, um país desenvolvido. Entretanto, a líder feminina entende a problemática por uma outra ótica, setores da educação, transporte, turismo e os demais necessários para a conquista dos status "desenvolvido", dependem da influência das mudanças climáticas na região. Por exemplo, as ilhas caribenhas tem o turismo desenvolvido, por consequência, investir no restabelecimento de corais atrairia mais turistas, ao passo que é uma medida ambientalista focada na diminuição das emissões de GEE futuras. Assim, a representante do povo realiza investimento inicial nas mudanças climáticas para que reverberem nos outros problemas. No entanto, os primeiros passos necessitam da ajuda financeira dos países prósperos economicamente, até a suposta crescente economia decorrente do investimento na luta contra mudanças climáticas.
Ainda no ramo interno, Mia cria um projeto "dos telhados para os corais", em português. Em outras palavras, medidas abrangentes que visam o melhoramento da infraaestrutura das casas, no intuito de resistirem às intemperies climáticas, como a recuperação dos recifes de corais nas águas submersas. Ao ver de Mia Mottley, enfrentar as mudanças climáticas e procurar meios de adaptação tem prioridade maior do que os diversos outros subtemas das mudanças climáticas. Logo, um financiamento similar o fundo de Perdas e Danos é a prioridade da representante política do Caribe, aliás, o Caribe inteiro CARICOM adota a iniciativa de Bridgetown em prol de medidas capazes de lidar com os efeitos das mudanças climáticas. O sugerido gira em torno de guiar o financiamento anual dos 100 bilhões até o rumo dos desastres, invés de negociar emissões de carbono. Se factível, Mia Mottley retoma os dados apresentados pela ONU e pede por um financiamento anual maior que um trilhão de dólares, mas concede um apelo para o cumprimento da promessa dos 100 bilhões por ano até 2025.
O país de Barbados constantemente sofre ameaças de furacões ou subidas do nível do mar. Por isso, a área fica vulnerável aos impactos climáticos de um modo sobressalente. De acordo com a primeira ministra, os países da América Latina e outros do Sul refletem com maior intensidade os efeitos negativos de uma emissão de carbono feita por uma maioria desenvolvida. Neste viés, Mia qualifica a situação "injusta" e cobra medidas internacionais para que possa lidar com tragédias climáticas e prosseguir com os planos sustentáveis almejados em Barbado.

### Ève Bazaiba
Ève Bazaiba Masudi ocupa em 2024 o lugar de Ministra do Meio Ambiente do Meio Ambiente e Desenvolvimento Sustentável no novo governo da República Democrática do Congo, onde já esteve no cargo de vice primeira ministra em anos anteriores. Ève nasceu em kisangani, uma cidade na parte oriental da República, reconhecida por sua biodiversidade e recursos de água disponíveis. O país junto com o Brasil e Indonésia detém mais da metade das florestas tropicais no mundo (cinquenta e dois por cento), sendo a República Democrática do Congo (RDC) a segunda maior em extensão territorial, perdendo apenas para a Amazônia no Brasil. Bazaiba cursou Relações Internacionais na Universidade Cardeal MALULA em Kinshasa, e fez graduação em Filosofia Latina pela Escola Secundária BOSANGANI. Ève Bazaiba também é poliglota, experiência que lhe serviu para sua campanha de eleição, visto que as línguas falados no RDC ultrapassam o francês, mas pairam pelo Lingala e Kintuba, de acordo com a Constituição de 2002. Desde 2016, Bazaiba já tem sido descrita como uma "das personalidades feminina mais proeminentes", pois já participara desde aquela época no partido MLC (Movimento de Libertação do Congo).
Dentro das suas prioridades, a luta pelas mulheres levaram o palco nos primeiros anos. Já que no Congo, em 2012, as mulheres alfabetizada representavam apenas metade da população (55 por cento). Posteriormente, após ter assumido o papel de Ministra do Meio Ambiente e Desenvolvimento Sustentável, a ministra tem se mostrado ativa nas questões climáticas,principalmente no que diz respeito ao financiamento climático. Para Ève, a ambição de plantar uma quantidade maior de árvores para agir como sumidouros de Carbono, além da missão de conservação das florestas tropicais depende da negociação de uma política externa entre os países mais desenvolvidos. Segundo ela, os empecilhos comuns a vários países na África relaciona-se de forma dicotômica: ou investem nas crianças com fome ou reduzem as emissões de gases do efeito estufa. Ressalta que para resolver questões internas do seu país, tais como a fome, a República Democrática precisar explorar parte dos seus recursos naturais, a fim de "alimentar as crianças". Entretanto, para contornar a situação, Ève solicita na beira do acontecimento da COP 27, em 2022, o cumprimento dos acordos promovidos na Conferência das Partes número 26.
Na Conferência das Nações Unidas sobre as Mudanças Climáticas de 2022 (26), a ministra do RDC discutiu a elaboração de uma parceria entre a República Federativa do Brasil e a República Presidencialista, colaboração entre países distribuídos no hemisfério Sul, partilhantes de um status de país em desenvolvimento, assim como a guarda das maiores florestas tropicais mundiais. A união dos três já vinha sendo discutida nos anos precedentes, mas com o interesse do presidente brasileiro Luis Inácio Lula da Silva, eleito no ano de 2022, o acordo concretizou definitivamente no mês de novembro, dia catorze, segunda-feira de 2022. Recebeu a assinatura do ex-ministro do Meio Ambiente José Amir da Costa Dornelles, do Ministro Coordenador dos Assuntos Marinhos e Desenvolvimento da Indonésia, Luhut Binsar Pandjaitan e da própria Ève Bazaiba Musudi. Esse acordo tido por operação Opep do Carbono Florestal, faz referência à Organização dos Países Exportadores de Petróleo, com seu número de catorze países compondo 44 por cento da produção de petróleo em todo o mundo; exceto pelo fato de que os três países não precisaram produzir as vegetações, a referência aproxima-se do percentual dos cinquenta e dois por cento das florestas tropicais nas mãos do trio internacional.
A cooperação da tríplice objetivava sinalizar para o mundo a condição de detentores ambientais, as quais Bazaiba entende não estarem devidamente valorizadas no âmbito multilateral. Através da Opep, faz-se menção à criação de um novo mecanismo de financiamento, embora não explicitado, bem como ideias de créditos de carbono. Isto é, os países com florestas em largas extensões territoriais, sem condição econômica suficiente, proporcionam aos países desenvolvidos uma ajuda climática pela retenção de carbono. Dessa maneira, políticas para a compra de "serviços ecossistêmicos" de reflorestamento, conservação das áreas verdes e gestão sustentável são incentivadas pelos ministros signatários, no objetivo de permitir o desenvolvimento econômico daqueles detentores das grandes florestas, essencial para Ève Masudi na República Democrática do Congo.

### Barbara Creecy
Barbara nasceu na cidade de Joanesburgo, capital da província de Gauteng, na África do Sul. Completou uma graduação com honras (honours degree) em Ciências Políticas na Universidade de Witwatersrand, também em Joanesburgo. Logo em seguida, fez mestrado em Políticas públicas e gestão na Universidade de Londres e sem demora entrou na política em 1994. Ao entrar assumiu inúmeros postos, dentre eles Vice-Chefe Whip e Presidente do Comitê de Desenvolvimento social e educação. Em 2004 foi Membro do Conselho Executivo de Esportes, Recreação, Artes e Cultua (MEC, na sigla em inglês); no ano de 2009 virou Membro do Conselho Executivo de Educação, função na qual ficou até o ano de 2014, quando integrou-se no Conselho Executivo de Finanças até 2019—ano em que mudou para o encargo de Ministra. Barbara Creecy teria sido a primeira mulher na província de Gauteng a sustentar o cargo do Ministério de Florestas, Pesca e Meio Ambiente, assumindo de 2019-2024. Agora, Creecy atua no Ministério de Transportes no executivo nacional, filiada ao partido do Congresso Nacional Africano (African National Congress, ANC).
A ministra esteve presente em reuniões denominadas BASIC (Brasil, África do Sul Índia, China) com ambição de definir posições comuns aos quatro países do grupo. A origem da organização dos grupos retoma o Acordo de Copenhague, ou melhor, o mal sucedimento desse acordo; Mesmo que os quatro países tenham assinado junto aos Estados Unidos o acordo final da Conferência das Partes de 2009, na Dinamarca, um mês depois em 2010 buscaram junção para definir um acordo legal a ser aderido por outros países. Esse seria o objetivo do primeiro encontro do grupo em New Delhi, conforme expõe o The Guardian. Dos 192 países presentes durante o final de ano de 2009, menos que trinta indicaram intenções de entrar no Acordo de Copenhague, então os quatro países em desenvolvimento assinantes procuraram discutir a política de financiamento e as reduções de Carbono, pontos de discordância quase generalizados. No ano de 2015, dito e feito, os países do grupo na Conferência das Nações sobre o clima de 2015, Paris 2015, ou simplesmente COP 21, declararam publicamente a urgência da materialização dos esforços prometidos na última conferência do clima, até que na COP 21 nasceram as premissas do Acordo de Paris, aprovado legalmente. Assim, no primeiro ano de posse de Barbara Creecy, ela sediou o diálogo anual pré-conferência climática, no objetivo protagonista de implementar o acordo feito em Paris mediante a COP 21, de 2015.
Na ocasião, Barbara demonstra o seu interesse em criar um projeto de lei nacional para efetivar as mudanças conquistadas pelo tratado realizado em Paris no ano de 2015 e concretizá-las no território nacional; a medida cumpriria, de modo complementar, o desejo de evitar a criação de políticas contraditórias num futuro momento. Então, em 24 de outubro de 2023, Barbara Creecy determina o novo marco na política da África do Sul pela aprovação do Projeto de Lei debatido no fim da primeira década do século  XXI. A África do Sul legislou metas de redução das emissões de gases do efeito estufa para todos os setores da economia, incluindo transportes e energia; além disso, impuseram orçamentos de carbono a empresas privadas, detalharam os objetivos de adaptação climática e os meios necessários para alcançá-los e obrigaram o Governo africano a desenvolver, um ano depois da promulgação do Projeto de Lei, estratégias para a adaptação climática, bem como objetivos, os quais devem apresentar indicadores para a medição. Tal projeto tem sua importância enfatizada por Barbara, que está ciente dos benefícios advindos de um compromisso legal nacional. A execução da lei propicia o fechamento de parcerias no Just Energy Transition Partnership (JETP), em português: Parceria para uma Transição Energética Justa, assim como a renovação da Contribuição Nacionalmente Determinada (NDC).
É comum países industrializados aproveitarem a oportunidade de colaborar com políticas internacionais propostas pelos países emergentes para articularem os projetos de adaptação investidos dentro das metas globais. Nesse sentido, no projeto de lei discutido por Barbara desde o começo do seu Ministério, há um lado positivo para as duas divisões de países, de maior ou menor economia, contanto que esteja esclarecido formalmente num projeto de Lei Nacional. Isso pois, sem a implementação de um projeto interior de mitigação e adaptação às mudanças climáticas, o país está vulnerável a governos procedentes de opiniões contrárias, que podem nadar contra a maré das escolhas tomadas contra a mudança climática. Sendo assim, o projeto de lei fortalece a confiança do governo nacional sobre o ritmo de ações mitigadoras em espaço nacional, favorecendo metas mais ambiciosas no NDC.
Até o fim do seu Governo como ministra encaminhada de tratar das questões ambientais, Barbara Creecy continuava projetos em colaboração com os quatro países da BASIC, que colaboraram para o Acordo de Paris, o qual possibilitou a finalização do projeto de Lei na África do Sul. Creecy, Marina Silva, ministra do Meio Ambiente e Mudança do Clima do Brasil, Zhao Yingmin, Vice-Ministro de Ecologia e Meio Ambiente da Chin e  R. Ravindra, embaixador da Índia encontraram-se em setembro de 2023, voltando no antigo tema tratado pela primeira das BASIC, acudir os países desenvolvidos a fornecerem a quantia de 100 bilhões de reais por ano acordadas, ademais, pediram, no mínimo, pelo dobro do orçamento previsto até o ano de 2025. Novamente, as propostas foram ouvidas, em 23 de novembro de 2024, os países concordaram em fornecer trezentos bilhões de dólares anuais para as mudanças climáticas.

## Ligações Externas
- Site oficial do Greenpeace Brasil (em português do Brasil)